# 李蕃 (正統進士)
李蕃（1423年—？），字廷茂，雲南澂江府河陽縣人，明朝政治人物。

## 生平
七月十八日生，行二。正統十二年（1447年）丁卯科雲南鄉試第一名舉人。正統十三年（1448年）聯捷戊辰科進士。年二十六歲中式正統十三年戊辰科第二甲第三十五名進士。

## 家族
曾祖李俊；祖李惟孝；父李添祐；母田氏。具慶下，妻張氏，兄嵎，弟蓁。由府學生中式雲南鄉試第一名舉人，會試中式第一百名。